# Новоселова (Нукутский район)
Новоселова — деревня в Нукутском районе Усть-Ордынского Бурятского округа Иркутской области. Входит в состав муниципального образования «Целинный».

## География
Располагается в 20 км южнее районного центра.
Состоит из двух улиц: Центральной и Школьной.

## Инфраструктура
Ранее работали магазин, ФАП, школа, «новый» клуб. «Старый» клуб разобрали много лет назад. В центре деревни – здание бывшего сельсовета.
На окраине – татарское кладбище.

## История
Деревня основана на месте выделенного участка Новоселова татарами-переселенцами из Уфимской губернии во время Столыпинской аграрной реформы.

## Население
| 2002 | 2010 | 2011 | 2012 |
| ---- | ---- | ---- | ---- |
| 140  | ↘115 | →115 | ↗116 |

Население — преимущественно татары.

## Известные уроженцы
- Мухамадеев, Заки Набиевич — участник Великой Отечественной войны, награжден медалями «За боевые заслуги», «За победу над Японией», юбилейной медалью «20 лет Победы в Великой Отечественной войне» и др.
- Сиразов, Имаматын Талыпович (1950-2020) — председатель колхоза, заслуженный работник сельского хозяйства.